# Creepy Nuts
Creepy Nuts（日语：／）是日本雙人嘻哈組合，由R-指定及DJ松永兩人在2013年組成，於2017年主流出道。

## 成員
- R-指定 : MC

1991年9月10日出生於大阪府堺市。本名野上恭平。身高168公分。2010年到2014年間，他連續五年在當時日本最重要的 MC Battle 比賽《ULTIMATE MC BATTLE》的大阪初賽中獲勝，並且在 2012 年到 2014 年連續三年的決賽中勝出成為 GRAND CHAMPION（日本第一的 Battle MC）。 
2015 年 9 月到 2017 年 8 月間，在《FREESTYLE DUNGEON》（朝日电视台的節目)中擔任初代的 「Monster」  。在這之後，接受了此節目初代「最終boss」般若的任命，從 2019 年 5 月開始就任為第二代「最終boss」，直到 2020 年 7 月節目結束前都會定期出演   。在節目中的別名是「Free Style 的最高點」。
- DJ松永: DJ

1990年8月23日出生於新潟縣長岡市。本名松永邦彥。身高 171.8公分。負責作曲和 Live 時的 DJ。使用取樣器等打擊墊演奏。
2019 年 8 月 24 日，榮獲「DMC JAPAN DJ CHAMPIONSHIPS 2019 FINAL」Battle 組冠軍。
同年 9 月 28 日，作为日本代表参加「DMC WORLD DJ CHAMPIONSHIPS 2019」 的 Battle 組並獲得冠軍   。

## 簡歷
2013 年 8 月 7 日 参加了音樂節 KAIKOO 發行的合輯《KAIKOO PLANET III》  。
2014 年出演日本富士搖滾音樂祭 。
2015 年 3 月 1 日與 STEEL STREET 簽訂契約，2016 年 1 月 20 日發行迷你專輯《たりないふたり》。
2017年 2月 1 日 ，發行第二張迷你專輯《助演男優賞》。
2017 年的全國巡演「いつかのエキストラ、ライブオンステージ。」(共11場) 的最後一天 (4月9日)，他們在 LIQUIDROOM 宣布，他們將從日本索尼音樂娛樂公司主流出道。 6月22日，他們宣布在索尼音樂娛樂公司內成立音樂廠牌「CREEPERS (クリーパーズ)」。8月2日，CREEPERS 宣布將發表他們的主流出道單曲《高校デビュー、大学デビュー、全部失敗したけどメジャーデビュー。》。之後由於發現權利處理不充分，決定將發表從9月24日延遲至11月8日。
2018 年 4 月 11 日，主流出道後的首張完整專輯《クリープ・ショー》發售。同年 7 月 25 日獨立音樂時期的音源彙整專輯『INDIES COMPLETE』發售。
同年，在除夕夜出場了第2回的《ももいろ歌合戦》（BS日本、富士電視NEXT、日本放送等台播送）。接著也參加了在2019年年末的第3回《ももいろ歌合戦》。
2019 年 8 月 7 日，主流出道後第一張迷你專輯《よふかしのうた》發售。
2020 年 8 月 26 日，主流出道後第二張迷你專輯《かつて天才だった俺たちへ》發售。
2020 年 11 月 11 日、12日舉行了生涯中第一次在日本武道館的單獨演出『Creepy Nuts One Man Live『かつて天才だった俺たちへ』日本武道館公演』。此外11日在官方粉絲俱樂部應用程式開設了『CLUB Creepy Nuts』。

## 趣聞
R-指定和DJ 松永是在十幾歲的時候認識的。 在一個來自全國各地和他們同一年紀的饒舌歌手與 DJ 聚集在一起的活動，因為都對許多看起來可怕的人感到害怕，因此互相成為了朋友。
DJ 松永與 R-指定組團的原因是，松永當時打工的店長告訴他「你應該要和你覺得比你現在喜歡聽的饒舌歌手更帥氣的人合作」，而 R-指定就是那個人。
另一方面，R-指定曾經對自己的 flow 是「和風」有一種自卑感，但他注意到自己特別擅長 DJ 松永製作的 「雖然奇怪但朗朗上口的曲目」。
他們都很欣賞RHYMESTER，並說這是他們開始認真說唱的原因。當松永在他的定期廣播節目「ACTION」中播放 RHYMESTER 的歌曲《K.U.F.U. 》時，他在直播中被感動得哭了。
受到山里亮太和若林正恭的節目《たりないふたり》的影響，他們在2016年製作了一首與該節目標題相同名為《たりないふたり》的歌曲。 後來還發行了一張同名的迷你專輯。 由於這樣的緣分，他們四個人有著深厚的友誼，時常一起出去吃飯等。 當《たりないふたり》節目在2019年復播時，他們提供了一個新錄製的版本 《たりないふたり さよなら ver》。
兩人都是廣播愛好者，R-指定聽《ダイアンのよなよな…》、《山里亮太の不毛な議論》和 《霜降り明星のだましうち!》，DJ 松永聽 《オードリーのオールナイトニッポン》、《安住紳一郎の日曜天国》和 《有吉弘行のSUNDAY NIGHT DREAMER》。 之後兩人也開始了《悩む相談室》（DI:GA ONLINE）、《Creepy Nuts 的 All Night Nippon 0》(日本放送)等自己的廣播節目。2019年4月開始，松永被選為TBS電台新的節目「ACTION」周三的主持人。

## 音樂作品

### 串流單曲
|      | 發售日         | 標題                                     | 規格         | 收錄作品                 |
| ---- | -------------- | ---------------------------------------- | ------------ | ------------------------ |
| 1st  | 2016年8月26日  | 刹那                                     | 數位音樂下載 | INDIES COMPLETE          |
| 2nd  | 2018年11月16日 | 阿婆擦れ                                 | 數位音樂下載 | よふかしのうた           |
| 3rd  | 2018年12月12日 | よふかしのうた                           | 數位音樂下載 | よふかしのうた           |
| 4th  | 2020年2月5日   | オトナ                                   | 數位音樂下載 | かつて天才だった俺たちへ |
| 5th  | 2020年7月1日   | サントラ（Creepy Nuts × 菅田將暉）       | 數位音樂下載 | かつて天才だった俺たちへ |
| 6th  | 2021年3月3日   | バレる！                                 | 數位音樂下載 | Case                     |
| 7th  | 2021年3月17日  | 顔役                                     | 數位音樂下載 | Case                     |
| 8th  | 2021年4月7日   | Who am I                                 | 數位音樂下載 | Case                     |
| 9th  | 2021年6月23日  | Lazy Boy                                 | 數位音樂下載 | Case                     |
| 10th | 2022年3月9日   | パッと咲いて散って灰に                   | 數位音樂下載 | アンサンブル・プレイ     |
| 11th | 2022年3月20日  | ばかまじめ（Creepy Nuts×Ayase×幾田りら） | 數位音樂下載 | アンサンブル・プレイ     |
| 12th | 2022年6月1日   | 2way nice guy                            | 數位音樂下載 | アンサンブル・プレイ     |
| 13th | 2022年7月8日   | 堕天                                     | 數位音樂下載 | アンサンブル・プレイ     |

## 出演作品

### 電視節目
- イグナッツ!! (朝日电视台，2020年10月7日 -)[17][18]

### 電視劇
- バイプレイヤーズ 〜名脇役の森の100日間〜 第10話（2021年3月12日、東京電視台）- 飾演「本人」[19]
- 極度不妥！（2024年3月29日 ，TBS電視台）- 飾演「本人」

### 電視動畫
- 徹夜之歌 第6話（2022年8月12日、富士電視台） - キョーヘー（R-指定）、マツナガ（DJ松永）

### 廣播節目
- Creepy Nuts的『おもひでプレイリスト』（FM橫濱（日语：FMヨコハマ），2016年4月28日、5月26日、6月23日)
- Creepy Nuts的“悩む”相談室（DI:GA online）
- Creepy Nuts的All night nippon R (日本放送；2016年11月13日、2017年1月15日、9月24日、12月23日)
- Creepy Nuts的All Night Nippon 0(ZERO)（日语：Creepy Nutsのオールナイトニッポン0(ZERO)）（日本放送，2018年4月 - ）
- ACTION（TBS電台，2019年4月 - 2020年9月）※只有DJ松永

### 網路節目
- Apple Music「At Home With Artists from Japan: Week 2」（2020年5月8日）[20]

### 廣告
- AbemaTV 開局告知編 / 無料訴求編（2016年）[21]
- 肯德基「Black Hot Chicken」『聞き耳』篇（2020年1月〜）[22]
- 帝京平成大学（2020年）
- 三洋食品「カップスター」網路廣告「カップスター ハマっちまう Creepy Nuts篇」（2020年)[23]
- 揚重工事業「株式会社マグナムメイドサービス」（2020年）[24]

### 備註
1. ↑  該作原定於2017年8月2日發布，但由於發現權利處理不充分而被推遲到2017年11月8日。[16]。
2. ↑  在YouTube的官方頻道上開始的廣播內容特別版。

### 出處
1. ↑  . Creepy Nuts.   [2020-09-28]. （原始内容存档于2021-07-13） （日语）.
2. ↑  . CreepyNuts (R-指定 & DJ松永)オフィシャルブログ Powered by Ameba (アメーバブログ). 2014-12-31  [2019-10-08]. （原始内容存档于2016-10-24）.
3. ↑  ザテレビジョン. . ザテレビジョン.   [2020-08-06]. （原始内容存档于2021-04-23） （日语）.
4. ↑  Inc, Natasha. . 音楽ナタリー.   [2020-08-06]. （原始内容存档于2021-07-13） （日语）.
5. ↑  . ザテレビジョン (株式会社KADOKAWA). 2019-05-16  [2020-07-02]. （原始内容存档于2021-07-13）.
6. ↑  . エキサイトニュース.   [2020-08-06]. （原始内容存档于2021-07-18） （日语）.
7. ↑  . ニフティニュース.   [2020-08-06]. （原始内容存档于2021-07-13） （日语）.
8. ↑  . 音楽ナタリー (ナタリー). 2019-08-24  [2019-10-08]. （原始内容存档于2021-07-15） （日语）.
9. ↑  . Twitter (@djmatsunaga DJ松永（Creepy Nuts）). 2019-09-29  [2019-10-08]. （原始内容存档于2021-07-13）.
10. ↑  . 音楽ナタリー (ナタリー). 2019-09  [2019-10-08]. （原始内容存档于2021-07-17）.
11. ↑  . DMC World DJ Championships (DMC World DJ Championships). 2019-09-28  [2019-10-08]. （原始内容存档于2021-06-26）.
12. ↑  都市型音楽フェスKAIKOOのコンピレーションアルバム第三弾 " KAIKOO PLANET Ⅲ "発売決定！！ （页面存档备份，存于） POPGROUP (2013年7月15日)
13. ↑  Creepy Nuts (R-指定 & DJ 松永) （页面存档备份，存于） FUJIROCK EXPRESS 2014
14. ↑  Creepy Nuts(R-指定&DJ 松永)マネジメント契約のお知らせ。 （页面存档备份，存于） Creepy Nuts (R-指定&DJ 松永)
15. 1 2 3 4 5  Creepy Nutsのアルバム作品 （页面存档备份，存于） Oricon
16. ↑  2017年8月2日発売予定CD Creepy Nuts 『高校デビュー、大学デビュー、全部失敗したけどメジャーデビュー。』（XSCL-30～31、XSCL-32） 発売延期のお知らせとお詫び （页面存档备份，存于） Creepy Nuts (2017年7月27日)
17. ↑  . 日刊スポーツ (株式会社日刊スポーツ新聞社). 2020-09-18  [2020-09-19]. （原始内容存档于2021-07-16）.
18. ↑  . 音楽ナタリー (株式会社ナターシャ). 2020-09-11  [2020-09-19]. （原始内容存档于2021-07-15）.
19. ↑  .   [2021-07-13]. （原始内容存档于2021-02-13）.
20. ↑  . 2020-05-08  [2021-07-13]. （原始内容存档于2021-07-16）.
21. ↑  . ABEMA TIMES (株式会社Abema TV). 2016-04-13  [2020-09-05] （日语）.
22. ↑   (新闻稿). 日本KFCホールディングス株式会社. 2020-01-07  [2020-01-09]. （原始内容存档于2020-02-15）.
23. ↑  . ザテレビジョン (株式会社KADOKAWA). 2020-08-31  [2020-09-05]. （原始内容存档于2021-07-13） （日语）.
24. ↑   (新闻稿). PR TIMES. 2020-10-16  [2020-11-16]. （原始内容存档于2021-07-17）.

## 外部連結
- Creepy Nuts Official Site
- Creepy Nuts的X（前Twitter）
- Creepy Nuts的Instagram帳戶
- DJ松永 (Creepy Nuts)的X（前Twitter）
- DJ 松永 (Creepy Nuts)的Instagram帳戶
- Creepy Nuts的Facebook專頁
- Creepy Nuts オフィシャルブログ （页面存档备份，存于）
- YouTube上的Creepy Nuts (R-指定 ＆ DJ 松永)頻道